# Gaston Laporte
Pour les articles homonymes, voir Laporte.
Gaston Laporte est un homme politique français radical puis boulangiste, né le 16 avril 1842 à Nevers (Nièvre) et mort le 23 août 1903 à Ault (Somme).

## Biographie
Avocat à Nevers, il est aussi directeur du journal Le Patriote de la Nièvre. Il est conseiller municipal de Nevers en 1870, maire de 1889 à 1894, et conseiller général en 1880. Il est député de la Nièvre de 1881 à 1898. D'abord inscrit au groupe de la Gauche radicale, il se rallie au boulangisme, dont il devient l'un des meneurs. Le 25 novembre 1888, il est élu au comité directeur de la Ligue des patriotes.

## Sources
- « Gaston Laporte », dans Adolphe Robert et Gaston Cougny, Dictionnaire des parlementaires français, Edgar Bourloton, 1889-1891 [détail de l’édition]
- « Gaston Laporte », dans le Dictionnaire des parlementaires français (1889-1940), sous la direction de Jean Jolly, PUF, 1960 [détail de l’édition]